# Acid formic
Acidul formic (nume sistematic: acid metanoic) este acidul carboxilic care are formula chimică H-COOH. Acidul formic se folosește ca solvent organic în industrie, la fabricarea insecticidelor și în industria tăbăcăriei. Sărurile sale se numesc formiați, un exemplu fiind formiatul de sodiu.

## Obținere
Acidul formic se poate obține, în doi pași, prin reacția dintre hidroxid de sodiu și monoxid de carbon și acidulare cu acid sulfuric:
{\displaystyle {\begin{cases}NaOH+CO\longrightarrow HCOONa\\HCOONa+H_{2}SO_{4}\longrightarrow H-COOH+NaHSO_{4}\end{cases}}}
Se mai poate obține concomitent cu dioxid de carbon prin încălzirea rapidă a acidului oxalic la peste 200 °C

## Reacții
Acest acid este un compus agent reducător. Este oxidat de permanganat:
- {\displaystyle HCOOH+[O]\longrightarrow CO_{2}+H_{2}O};  oxigenul atomic se obține din KMnO4 în H2SO4;

- {\displaystyle HCOOH\longrightarrow H_{2}O+CO}; în prezență de H2SO4;

- {\displaystyle HCOOH\longrightarrow H_{2}+CO_{2}}; în prezență de Ni, Pt, Pd;

## Utilizare
Poate fi folosit în oxidare electrochimică în pile de combustie cu acid formic.